# Jörgen Krabbe
Jörgen Iversen Krabbe (af Krageholm), född 21 augusti 1633 på Varbergs fästning i Halland, avrättad i januari 1678 på Stortorget i Malmö, var en danskfödd jurist som senare blev svensk friherre och ansågs som skåningarnas ledare under 1670-talet.  Han var son till den blivande danske ståthållaren i Norge Iver Krabbe till Jordberga (då Jordebjerg) i Skåne och den skånska adelsdamen Karen Marsvin. Jörgen Krabbe hade en äldre bror vid namn Tage samt sju systrar. Han var speciellt god vän med systern Karen Krabbe. Familjen bodde under en period på Varbergs fästning. Tillsammans med sin bror sändes han tidigt till internatskolan Sorø Akademi på Själland och senare studerade bröderna juridik tillsammans i Frankrike och Italien samt vid Köpenhamns universitet. Under kriget mot Sverige 1657–1658 gjorde han tjänst i Köpenhamn.
Jörgen Krabbe lämnade 1660, efter Skånes avträdelse, sin anställning i danska kansliet och blev svensk undersåte, trots att danske kungen erbjudit honom att bli landsdomare om han valde Danmark. Han var genom sina släktförbindelser och position en av de mest betydande stormännen i Skåne. År 1664 introducerades han på Riddarhuset under namnet Krabbe af Krageholm och deltog i det årets riksdag i Stockholm tillsammans med svågern Knud Thott. Dessa två män fortsatte att representera Skåne i riksdagen under åren som följde fram till skånska kriget. År 1670 ärvde Krabbe Krageholm i Skåne som då hette Krogholm. Kung Karl XI ansåg Krabbe viktig på grund av hans släktförhållanden och kontakter samt stora popularitet bland det skånska folket. År 1676 blev han friherre (ej introducerad). 
Samma år utbröt dock skånska kriget, och han anklagades då för samröre med de skånska friskyttarna (i dagligt samt nedsättande bruk: snapphanar) och för att ha konspirerat med danskarna. Vad som kanske främst lades honom till last var att han mottog och undfägnade de båda danska amiralerna Juel och Tromp i sitt hem. Juel och Tromp hade varit ledare för de danska trupper som landsteg i Ystad i juni 1676. Krabbe anklagades också för att han tillsammans med svågern Holger Thott varit närvarande vid ett snapphaneöverfall i Marsvinsholms fruktträdgård utan att ha ingripit. Vidare hade han enligt domstolen uttalat sig "föraktfullt" om svenske kungen då han enligt vittnen påstått sig inte kunna betala skatt till två kungar och dessutom tillagt "Lad dennem tage alt sammen bort, så er der ende paa, når det er oppe, så kunde de intet mere tage".
För att ytterligare förvärra situationen hade Krabbe verkat bli illa berörd när den svenske kvartermästaren Lorens Basch berättade för honom att danskarna hade uppfört sig som "hundsvottar" vid slaget vid Tirup och därför hade svenskarna fått sticka ihjäl dem "som grisar". Krabbes reaktion rapporterades som bevis mot hans trohet till kommissarialdomstolen i Malmö. Ytterligare bevis mot Krabbe var att svenskarna konfiskerat en del av hans privatkorrespondens och lyckats klippa ut en del tvivelaktiga passager, speciellt i brev till hans fars trogne gamle förvaltare Hack Sörensen som var en av Skånes rikaste män. Vid ett tillfälle hade Krabbe skrivit "Thi om vi blifver svensk, så kand det giøre mig skade" och följaktligen verkade det som om Krabbe ifrågasatte det faktum att han var svensk. Krabbe svarade att domstolen inte förstod "det skaanske sprock" och missuppfattat hur verbet "bliffve" används av skåningar (dvs. även för att uttrycka "förbliva).
Situationen i ystadstrakten och på Österlen var ytterst orolig under sommaren 1677. Man hade dittills klarat sig betydligt lindrigare än i resten av Skåne, men nu förvärrades läget även här. Största delen av området var ingenmansland där svenska trupper gjorde besök ena dagen och danska trupper nästa dag och alla ville ha krigskontributioner, logi, mat och helst befolkningens lydighet och lojalitet. Svenskarna ansåg att de dansk/skånska adelsgårdarna var nästen för illojalitet och snapphaneri, och man beslöt att den inhemska skånska adeln skulle tvångsförflyttas norr om gränsen. Detta beslut blev inte populärt och Jörgen Krabbe arbetade hårt för att få svenskarna att ändra beslutet, både genom flitigt brevskrivande och besök hos inflytelserika svenska bekanta i det svenska lägret och i Malmö.
Efter att ha bedömt att Sverige inte längre kunde garantera de skånska adelsfamiljernas säkerhet, begav sig Krabbe i september 1677 till det danska lägret tillsammans med sina svågrar Holger och Tage Thott och bad den danske kungen Kristian V om dansk militäreskort över till danska sidan för sina familjer. De bad danskarna att rädda dem ur "denna labyrint" och uppgav att svenskarna hotade att föra dem alla i "kedjor till Sverige".  
Fyra dagar senare begav sig Krabbe till Malmö för att förhandla vidare med generalguvernör Sperling. Tillsammans med sin kusin, adelsmannen Christian Bilde, skrev han ett långt brev till den svenske kungen i vilket de bad för sina familjers och den övriga adelns frihet. När Krabbe så fick audiens hos den Sperling och höll på att plädera för sin sak, kom några svenska soldater in som just friköpts ur sin krigsfångenskap i Köpenhamn. En av dem var kvartermästaren Lorens Basch som tillfångatagits av Krabbes före detta förvaltare Hindrich Pedersen, som nu var dansk kronofogde samt ett helt kompani friskyttar från Landskrona. Vidare kunde Basch berätta att ryttmästare Klingspor som tagits fången under snapphaneöverfallet på Marsvinsholm, också var frisläppt och i Malmö. 
Båda männen anmälde Krabbe för samröre med snapphanarna. Följden blev den, att Krabbe fängslades för högmålsbrott och 6 november 1676 av en kommissorialrätt under Philip Michel Breuer och Jöran Sperling dömdes att mista liv, ära och gods. Han tillbringade flera månader i en liten cell på Malmö slott. Under rättsprocessens första dagar hade Krabbes nuvarande förvaltare Christopher ridit kustvägen från Ystad till Malmö för att ge sig frivilligt till svenskarna – han hade varnats av snapphanarna att ge sig in där eftersom de visste att han skulle utsättas för tortyr och kunde förråda dem, men Christopher lyckades undgå alla vägblockeringar och kom fram och bönföll svenskarna att släppa baronen eftersom alltihop var hans fel. Christopher hade deltagit i både gripandet av Basch och Klingspor och enligt vittnesmål hade han visat stor skicklighet med sin värja. Christopher, tre av Krabbes tjänare och Krabbes förvaltare på Tosterup hade samtliga varit närvarande och de uppgavs av vittnen att ha druckit och haft mycket roligt tillsammans med friskyttarna från Landskrona. 
Krabbe erbjöd domstolen allt han ägde i utbyte mot Christophers liv. Tyvärr vet vi inte mer om Christopher än att han tvingades vittna mot Krabbes "havepog" och "jagtdreng" som båda anmälts som snapphanar. Enligt de danska rapporterna, stod i december 1677 Krabbes och Christophers likkistor sida vid sida på Malmö slotts gård så att både allmänheten och de dödsdömda kunde beskåda dem. 
Dödsdomen verkställdes genom arkebusering i Malmö den 16 januari 1678. Krabbe hävdade till sista stund att han faktiskt var en svensk patriot. Han begravdes enligt egen önskan i Tosterups kyrkas gravkor där alla hans 16 anors vapensköldar kan ses. Krabbe var djupt troende, och ansågs även av svenska vittnen som en god kristen, och han skrev i sin privata bönebok att han trodde han straffades på detta vis för att han var Gud en död skyldig. Hans sista ord, när han redan var skjuten och höll på att kasa av stolen han satts i, var "Herre Jesu, annamme min ånd". 
Krabbes svågrar fick hjälp av de danska myndigheterna att fly Skåne och alla tre dömdes i sin frånvaro till döden av svenskarna och hängdes i dockeform i Malmö.
Krabbes fru Jytte Thott vädjade förgäves till den svenske kungen att spara hans liv. Hon sörjde sin man så djupt att hon inte längre kunde bo på Krageholm utan flyttade till Högestad där hon enligt sägnen lät mura igen alla fönster som vette mot Krageholm. Hon tillbragte sina sista år på Baldringegård. Jörgen Krabbe och Jytte Thott var barnlösa och huvuddelen av det arv som kvarstod efter dem gick till deras syskonbarn. Egentligen var Krageholm testamenterat till Jörgens bror Tages äldste son.Tyvärr råkade familjerna Krabbe och Thott i luven på varandra om arvet och senare blev även paret Piper indragna eftersom de gärna ville ta över och slutligen vann rättigheten till Krageholm.